# Eduard Limonow
Eduard Limonow (ros. Эдуард Лимонов, właśc. Eduard Wieniaminowicz Sawienko (ros. Эдуард Вениаминович Савенко); ur. 22 lutego 1943 w Dzierżyńsku, Rosyjska Federacyjna SRR, zm. 17 marca 2020 w Moskwie) – rosyjski pisarz, poeta, dziennikarz, polityk, przewodniczący Partii Narodowo-Bolszewickiej oraz partii politycznej Inna Rosja, redaktor naczelny gazety partyjnej „Limonka”.

## Życiorys

### Młodość
Był synem oficera wojsk NKWD. Młode lata spędził w Charkowie (wschodnia Ukraina).
W 1958 zaczął pisać wiersze, literaturą zajmował się od 1965.
W latach 1958–1963 figurował w milicyjnym rejestrze, wielokrotnie podlegał administracyjnej karze aresztu. W styczniu 1958 roku obrabował sklep. Pracował m.in. jako hutnik, monter wysokościowy, krawiec i handlarz książek.
W 1966 po raz pierwszy przyjechał do Moskwy, gdzie przebywał bez obowiązkowego pozwolenia na pobyt. Zarabiał na życie szyjąc spodnie. W 1967 przybywa do Moskwy po raz drugi, zaznajamia się ze środowiskiem moskiewskiego podziemia literackiego. W latach 1968–1969 zaczął pisać krótkie awangardowe opowiadania. Za pomocą własnych środków udało mu się w niskim nakładzie wydać pięć tomików wierszy.

### Okres emigracji
Wiosną 1974 otrzymał pozwolenie na wyjazd z ZSRR.
W USA często zmieniał miejsce pracy, łącznie pracował w 13 zawodach, m.in. jako kamieniarz, kelner, guwerner. W latach 1975–1976 pracował jako korektor w nowojorskiej gazecie rosyjskich emigrantów „Nowoje Russkoje Słowo”. W latach 1975–1976 uczestniczył w spotkaniach i pracach amerykańskich trockistów z Socialist Workers Party. W maju 1976 razem z korektorem „Nowego Russkowo Słowa” Walentynem Prusakowym pikietował redakcje „New York Times”.
W 1976 roku moskiewska gazeta „Niedielja” przedrukowała z „Nowego Russkowo Słowa” opublikowany we wrześniu 1974 roku artykuł Limonowa pt. Rozczarowanie. Artykuł był krytycznym spojrzeniem na sytuację emigrantów z ZSRR w USA. Po publikacji artykułu w ZSRR Limonow został zwolniony z „Nowego Russkowo Słowa”.
W roku 1976 napisał pierwszą powieść To ja – Ediczka, książka została wydrukowana w paryskim emigracyjnym wydawnictwie „Russika” ze zmienioną nazwą wydawnictwa na wymyślone „Indeks – Press”.
W listopadzie 1980 powieść To ja – Ediczka wydana w przekładzie francuskim pod tytułem Rosyjski poeta woli dużych murzynów. Po tym wydaniu książka odniosła międzynarodowy sukces i została przetłumaczona na 15 języków. Limonow został profesjonalnym pisarzem i w ciągu następnych 10 lat napisał około 7 powieści.
Powieść To ja – Ediczka opowiada o losach rosyjskiego poety-emigranta będącego alter ego samego Limonowa, niedocenionego i odtrąconego przez amerykańskie społeczeństwo, opuszczonego przez ukochaną żonę, wiodącego żywot społecznego wyrzutka na ulicach Nowego Jorku.
W 1977 opublikował wiersze i prozę w zbiorze Apollo – 77 (Paryż), który był antologią rosyjskiej awangardy lat 70 XX w. W 1982 przeprowadził się do Paryża, gdzie szybko zyskał uznanie tamtejszych kręgów literackich. W 1987 otrzymał obywatelstwo francuskie. Był członkiem kolegium redakcyjnego tygodnika „L’ldiot International”. Udzielał się też na łamach prasy skrajnie prawicowej i lewicowej.

### Powrót do Rosji i działalność polityczna
W 1992 odnowił obywatelstwo rosyjskie. Od 1991 uczestniczy w politycznym życiu Rosji. Początkowo pojawiał się w kraju sporadycznie, a od połowy lat 90 XX w. osiedlił się na stałe.
W latach 1992–1993 drukował w gazetach „Dień” i „Zawtra”, miał stałą rubrykę w gazecie „Sowieckaja Rossija”.
W 1992 roku wstąpił do Liberalno-Demokratycznej Partii Rosji. 22 czerwca 1992 na konferencji prasowej został przedstawiony Władimirowi Żirinowskiemu w roli członka „gabinetu cieni” LDP. W listopadzie 1992 wystąpił z LDP.
Podczas wojny w Jugosławii Limonow zwrócił na siebie uwagę swoim demonstrowaniem sympatii dla serbskiej strony konfliktu. Wiosną 1993 r. udał się do Jugosławii, gdzie spotykał się z serbskimi partyzantami. Złą sławę uzyskał przyłączając się do patrolu snajperskiego w okolicach Sarajewa; wypowiadał się również o potrzebie użycia „serbskiej taktyki” celem odzyskania terenów byłego Związku Radzieckiego ze znaczną liczbą ludności rosyjskiej. W filmie dokumentalnym Serbski epos Pawła Pawlikowskiego, nakręconym przez ekipę BBC znajduje się scena, w której Limonow strzela z km-u w stronę Sarajewa, z okopów w okolicach oblężonego miasta.
Wiosną 1993 r. napisał i wydrukował Program partii nacjonal-bolszewickiej. Przed wyborami do Dumy ponownie bezskutecznie próbował przyłączyć się do Liberalno-Demokratycznej Partii Rosji.
Jesienią 1994 rozpoczął budowę struktur Partii Narodowo-Bolszewickiej. Ideologię partyjną opracował filozof Aleksandr Dugin. Limonow rozpoczął wydawanie gazety partyjnej „Limonka”. Do ścisłej współpracy w ramach partii założycielom udało się namówić ważniejsze postaci młodzieżowej kontrkultury m.in. awangardowego kompozytora Siergieja Kuriechina i wokalistę punkowego, lidera zespołu Grażdanskaja Oborona Jegora Letowa.
Program polityczny i wizja państwa według Limonowa są osobliwą mieszanką radziecko-rosyjskiego nacjonalizmu i komunizmu, „w którym prawa człowieka zostaną zastąpione przez prawa narodu”. Program pozostaje pod dużym wpływem ideologii eurazjatyckiej. W roku 2004 na specjalnym zjeździe przyjęto nowy program NBP zakładający między innymi walkę w obronie praw socjalnych i za przywrócenie wolności słowa w putinowskiej Rosji.
Chociaż Partia Narodowo-Bolszewicka nigdy nie starała się o uzyskanie statusu oficjalnej partii, pozostała aktywna na polu społecznego i politycznego protestu. Znana jest zwłaszcza ze szczególnie surowej krytyki rządów Władimira Putina.
W ramach kampanii wyborczej do Dumy, w roku 1995, w kwaterze głównej partii organizował wystawę pt. „Ekstremizm i erotyka”. Limonow zdobył w swoim okręgu 1,85% głosów.
W kwietniu 2001 Limonow został osadzony w więzieniu za nielegalne posiadanie broni, działalność terrorystyczną, organizowanie nielegalnej grupy zbrojnej i próbę rewolucji w Kazachstanie. Oskarżenie bazowało na artykule w „Limonce”, na podstawie którego wywnioskowano, że Limonow planuje utworzenie armii celem inwazji na Kazachstan. Został skazany i odbył karę dwóch lat pozbawienia wolności, po czym został zwolniony za dobre sprawowanie.
Wśród swoich idoli Limonow wymieniał Józefa Stalina, Michaiła Bakunina, Juliusa Evolę i Yukio Mishimę.
Był czterokrotnie żonaty, miał dwójkę dzieci.
Pochowany na Cmentarzu Trojekurowskim w Moskwie.

## Nagrody i osiągnięcia
W 1992 otrzymał nagrodę właścicieli i redaktorów ważniejszych francuskich wydawnictw „Jean Frustie” za powieść Cudzoziemiec w rodzinnym mieście, która opowiada o jego pierwszych po emigracji odwiedzinach w Moskwie i Charkowie.

## Wybrana twórczość[3]

### Powieści
- 1976 – To ja – Ediczka (tłum. Jerzy Czech)[4] lub To ja – Edeczek[5] (ros. Это я – Эдичка) – w pierwszym francuskim tłumaczeniu pod tytułem Rosyjski poeta woli dużych murzynów
- 1977 – Dziennik nieudacznika (ros. Дневник неудачника, или Секретная тетрадь)
- 1980–1981 – Historia jego sługi (ros. История его слуги)
- 1982 – Wyrostek Sawienko (ros. Подросток Савенко)
- 1982 – Poslednije dni Supiermiena (ros. Последние дни Супермена)
- 1982 – Kat (ros. Палач)
- 1982–1985 – Młody Łajdak (ros. Молодой негодяй) – po francusku Autoportret dorastającego bandyty
- 1982–1985 – Smiert’ sowriemiennych gierojew (ros. Смерть современных героев)
- 1985 – Ukroszczenije tigra w Pariże (ros. Укрощение тигра в Париже)
- 1990–1991 – Inostraniec w smutnoje wriemia (ros. Иностранец в смутное время)
- 1988–1993 – Disciplinarnyj sanatorij (ros. Дисциплинарный санаторий) – powieść-esej
- 1982–1997 – 316, punkt „W” (ros. 316, пункт «В»)
- 2012 – W Syrach: Roman w promzonie (ros. В Сырах: Роман в промзоне) – powieść-esej

### Nowele
- 1987 – U nas była Wielikaja Epocha (ros. У нас была Великая Эпоха)

### Zbiory opowiadaniań
- 1987 – Obyknowiennyje incidienty (ros. Обыкновенные инциденты)
- 1987 – Kon’jak „Napoleon” (ros. Коньяк «Наполеон»)
- 1988 – Amierikanskije kanikuły (ros. Американские каникулы)
- 1988 – Wielikaja mat’ lubwi (ros. Великая мать любви)
- 1989 – Czużoj w nieznakomom gorodie (ros. Чужой в незнакомом городе)
- 1990 – Monieta Endi Uorchoła (ros. Монета Энди Уорхола)
- 1993 – Diewoczka-zwier' (ros. Девочка-зверь)
- 2007 – Smrt (ros. Смрт)

### Dramaty
- 2001 – Butyrskaja-Sortirobocznaja, ili Smiert’ w awtozekie (ros. Бутырская-Сортировочная, или Смерть в автозэке)

### Zbiory wierszy
- 1967–1974 – Rosyjskie (ros. Русское)
- 1976–1982 – Moj otricatielnyj gieroj (ros. Мой отрицательный герой)
- 2002–2006 – Nol czasow (ros. Ноль часов)
- 2006–2008 – Malczik, biegi! (ros. Мальчик, беги!)
- 2008–2009 – A staryj pirat... (ros. А старый пират…)
- 2009–2010 – K Fifi (ros. К Фифи)
- 2010–2011 – Atiłło Dlinnozuboje: Pozdnij kłassicizm (ros. Атилло Длиннозубое: Поздний классицизм)
- 2003, 2011–2013 – SSSR – nasz Driewnij Rim (ros. СССР – наш Древний Рим)

### Publicystyka
- 1984, 1990–1992 – Isczeznowienije warwarow (ros. Исчезновение варваров) – esej
- 1991–1992 – Ubijstwo Czasowogo: Dniewnik grażdanina (ros. Убийство Часового: Дневник гражданина)
- 1993–1994 – Limonow kontra Żirinowski (ros. Лимонов против Жириновского)
- 1995–1998 – Anatomia Bohatera (ros. Анатомия Героя) – zbiór esejów i wspomnień
- 2000 – Kniga miortwych (ros. Книга мёртвых) – wspomnienia
- 2000 – Ochota na Bykowa: Rassledowanije Eduarda Limonowa (ros. Охота на Быкова: Расследование Эдуарда Лимонова)
- 1994–2001 – Kak my stroili buduszczeje Rossii (ros. Как мы строили будущее России)
- 2001 – Swiaszczennyje monstry (ros. Священные монстры)
- 2001 – Kniga wody (ros. Книга воды) – wspomnienia
- 2001 – Inna Rosja (ros. Другая Россия: Очертания будущего)
- 2001 – Moja polityczna biografia (ros. Моя политическая биография)
- 2001 – Kontrolny wystrzał (ros. Контрольный выстрел)
- 2001–2002 – W plenu u miertwiecow (ros. В плену у мертвецов) – zbiór esejów i wspomnień
- 2002 – Ruskie Psycho (ros. Русское психо) – esej
- 2003 – Po tiur’mam (ros. По тюрьмам) – zbiór esejów i wspomnień
- 2004 – Torżestwo mietafiziki (ros. Торжество метафизики) – zbiór esejów i wspomnień
- 2005 – Limonow vs. Putin (ros. Лимонов против Путина)
- 1994, 2004–2008 – Dieti głamurnogo raja: O modie, stile i putieszestwijach (ros. Дети гламурного рая: О моде, стиле и путешествиях)
- 2008 – Jeriesi: Oczerki naturalnoj filosofii (ros. Ереси: Очерки натуральной философии) – esej
- 2008–2009 – Kniga miortwych-2. Niekrołogi (ros. Книга мёртвых-2. Некрологи) – wspomnienia
- 2011–2012 – Propowiedi. Protiw własti i prodażnoj oppozicii (ros. Проповеди. Против власти и продажной оппозиции) – esej
- 2012 – Illuminationes: Oczerki naturalnoj filosofii (ros. Illuminationes: Очерки натуральной философии) – esej
- 2013 – Titany (ros. Титаны) – esej